# Gudrun Harrer

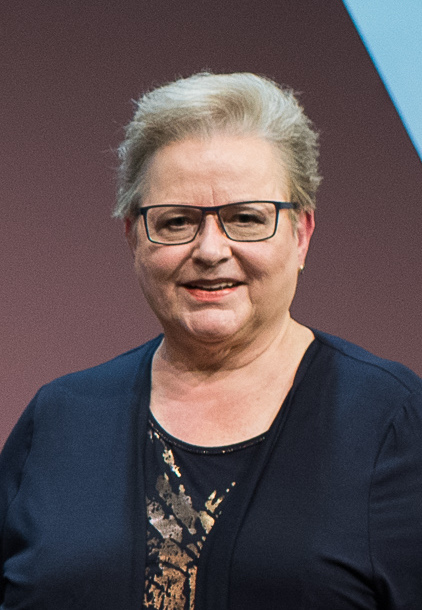
Gudrun Harrer (2021)

Gudrun Harrer (* 24. Februar 1959 in Schwanenstadt, Oberösterreich) ist eine österreichische Journalistin und Nahostexpertin.

## Leben
Gudrun Harrer studierte anfangs Musik in Detmold und Mailand, bevor sie von 1986 bis 1992 an der Universität Wien Arabistik und Islamwissenschaften studierte. 1993 trat sie als Außenpolitikredakteurin in die Tageszeitung Der Standard ein, 1998 wurde sie dort Chefin des Ressorts Außenpolitik. Parallel dazu arbeitete Gudrun Harrer an ihrer Dissertation in Politikwissenschaften an der Universität Wien. Sie promovierte über das irakische Atomprogramm mit der Arbeit „Dismantling the Iraqi Nuclear Programme. The Inspections of the International Atomic Energy Agency in Iraq 1991–1998“.
Gudrun Harrer unterrichtet seit 2005 Moderne Arabische Geschichte an der Universität Wien und seit 2007 Geschichte und Politik des Nahen Ostens an der Diplomatischen Akademie Wien.
2006 wurde Gudrun Harrer von der österreichischen Bundesregierung Schüssel II als Sondergesandte des österreichischen EU-Vorsitzes und Geschäftsträgerin der Botschaft Bagdad in den Irak beordert, wo sie Österreich während der EU-Präsidentschaft vertrat.
Harrer ist seit 2007 leitende Redakteurin bei der Tageszeitung Der Standard in Wien, wo sie sich hauptsächlich mit der arabischen und islamischen Welt befasst, aber auch regelmäßig die Kolumne „Einserkastl“ schreibt. Harrer war bis 2020 Mitglied des Vorstandes der Österreichischen Orient-Gesellschaft Hammer-Purgstall sowie Mitglied und stellvertretende Schriftführerin im Vorstand des Österreichischen Instituts für Internationale Politik (OIIP). Von 2017 bis 2020 war sie Mitglied des dreiköpfigen Beirats von CARPO (Centre for Applied Research in Partnership with the Orient) in Bonn (Deutschland) und von 2018 bis 2020 Mitglied im Vorstand der Österreichischen Gesellschaft für Politikwissenschaften (OeGPW).
Gudrun Harrer hat zudem über kulinarische Themen publiziert, etwa in der Reihe Häuptling Eigener Herd, Edition Vincent Klink. Mit Christa Fuchs hat sie zwei Kochbücher veröffentlicht: Als Oma im Keller Quargel aß (1999) und Bsoffene Kapuziner (2005).

## Auszeichnungen
- 2007: Pressepreis des Felix-Ermacora-Menschenrechtspreises
- 2007: Journalist des Jahres in der Kategorie Außenpolitik[12]
- 2014: Bruno-Kreisky-Preis für das publizistische Gesamtwerk[13]

## Publikationen
- Zur Wiedergabe arabischer Wörter in den deutschsprachigen Medien. Problematik, Praxis und Lösungsvorschläge. Hochschulschrift 1992 Uni Wien, Lang, Frankfurt am Main/Wien 1993, ISBN 3-631-46031-7.
- Kriegs-Gründe. Versuch über den Irakkrieg. Mandelbaum, Wien 2003, ISBN 3-85476-108-2.
- Nachlese zum Irak-Krieg, Frühsommer 2003. In: Welt Macht Krieg. Ueberreuther, Wien 2003, ISBN 3-8000-7010-3.
- Gedanken zu Irak-Krieg und Sicherheit. In: Jörg Calließ (Hg:): Die Verflochtenheit und Verflechtung von äußerer und innerer Sicherheit. Loccum 2003, ISBN 3-8172-5503-9.
- Der 11. September, Islam und Islamismus. In: Franz Leidenmühler (Hrsg.): Krieg gegen Terror? Konsequenzen für das 21. Jahrhundert. Idstein 2003, ISBN 3-933325-23-4
- Diplomatischer Schnellkurs in Bagdad oder Hl. Hammer-Purgstall, hilf! In: Galter/Haas (Hrsg.): Joseph von Hammer-Purgstall. Grenzgänger zwischen Orient und Okzident, Graz 2008, ISBN 978-3-7011-0121-4.
- Souveränität und Nachkriegszeit. Der Irak nach dem Abschluss des Status of Forces Agreement mit den USA. Sozialwissenschaftliche Schriftenreihe, Internationales Institut für Liberale Politik, Wien 2009, ISBN 978-3-902595-26-3.
- Morgenländer im Kopf. In: Bunzl/Hafez (Hrsg.): Islamophobie in Österreich, Wien 2009, ISBN 978-3-7065-4785-7.
- Kein Frieden ohne Gerechtigkeit. In: Religionen unterwegs. Kontaktstelle für Weltreligionen, Heft 1, Wien 2009.
- Perspektive und Strategien der EU gegenüber dem Irak. In: Pucher/Frank (Hrsg.): Strategie und Sicherheit 2010. Das strategische Profil der Europäischen Union. Böhlau, Wien 2010, ISBN 978-3-205-78484-5.
- Frontenwechsel – Eine Journalistin als Diplomatin im Irak-Krieg. In: Thiele/Thomas/Virchow (Hrsg.): Medien – Krieg – Geschlecht. Affirmationennund Irritationen sozialer Ordnungen. Wiesbaden 2010, ISBN 978-3-531-16730-5.
- Der „befreite“ Irak nach 2003. In: Dornik/Gießauf/Iber (Hrsg.): Krieg und Wirtschaft von der Antike bis ins 21. Jahrhundert, Innsbruck 2010, ISBN 978-3-7065-4949-3.
- Using the Sheikhs: Zur Kooptierung sunnitischer Stammesmilizen durch die amerikanische Armee im Irak. In: Bentzin/Fürtig/Krüppner/Spielhaus (Hrsg.): Festschrift für Peter Heine, Freiburg 2010.
- Afghanistan – Eine aktuelle Analyse. In: Herbert Tichy: Afghanistan. Das Tor nach Indien. (1940), Illustrationen von Herwig Zens, Edition Sonnenaufgang, Wien 2010, ISBN 978-3-9501591-4-1.
- Rassismus in den Medien. In: Pelinka/Haller/König (Hg:) Rasse – eine soziale und politische Konstruktion, Studienreihe Konfliktforschung Band 25, Wien 2010.
- Terrorismus-Angst als Entlastung. In: Politicum Sicherheit, Verein für Politik, Graz 2010.
- ME-NWFZ: Die Fata Morgana einer Middle East Nuclear Weapon Free Zone. In: Nuklearwaffenfreie Zone Nahost, Sozialwissenschaftliche Schriftenreihe des IILP, Wien 2011.
- Zwischen arabischem Frühling und saudisch-iranischem Winter. In: Österreichische Zeitschrift für Politikwissenschaft, Heft 1, Wien 2012.
- Entrusting without Trusting: The International Atomic Energy Agency and the Nuclear Disarmament of Iraq. In: Klimburg/Pospisil (Hrsg.): Mediating Security. Comprehensive Approaches to an Ambigious Subject. Lang, Wien 2013, ISBN 978-3-631-64346-4.
- „Das Volk hat das Regime gestürzt“ – Ägypten unter den Muslimbrüdern. In: Meinungsfreiheit Quo Vadis? Jahrbuch Menschenrechte 2012/2013. Böhlau, Wien 2013, ISBN 978-3-205-78914-7.
- Nahöstlicher Irrgarten: Analysen abseits des Mainstreams. Kremayr & Scheriau, Wien 2014, 2. ergänzte Auflage 2015, ISBN 978-3-218-00930-0.
- Dismantling the Iraqi Nuclear Programme. The inspections of the International Atomic Energy Agency, 1991–1998, Routledge, London 2014, ISBN 978-0-415-82839-0.
- European Powers and the Naissance of Weak States in the Arab Middle East after World War I. Ortadogu Etütleri/Middle Easter Studies, Vol. 6. Issue 2, p. 96–115, January 2015.
- Die Unbeugsame. Essay über Shirin Ebadi. In: Shirin Ebadi: Das hat der Prophet nicht gemeint. Benevento, Salzburg 2016, ISBN 978-3-7109-0007-5.
- Irak 2017. In: Sicher. Und Morgen? Sicherheitspolitische Jahresvorschau 2017. Büro für Sicherheitspolitik, Wien 2016, ISBN 978-3-902275-46-2.
- Die Frage nach dem Warum: Die US-Intervention im Irak von 2003. In: Fenkart/Gärtner/Swoboda (Hrsg.): Gerechte Intervention? Zwischen Gewaltverbot und Schutzverantwortung. LIT Verlag, Wien 2017, ISBN 978-3-643-50827-0.
- Der Nahe Osten im Umbruch. In: Angst? Salzburger Hochschulwochen 2018. Tyrolia Innsbruck 2018, ISBN 978-3-7022-3723-3.
- Die Außenpolitik gegenüber dem Nahen und Mittleren Osten sowie der Türkei. In: Senn/Eder/Kornprobst (Hrsg.): Handbuch Außenpolitik Österreichs. Springer, Wiesbaden 2022, p. 579–613, ISBN 978-3-658-37273-6 und ISBN 978-3-658-37274-3 (E-Book).